# افسرآباد
افسرآباد  روستایی از توابع شهرستان اردل شهرستان اردل در استان چهارمحال و بختیاری ایران است.

## جمعیت
این روستا در دهستان دوآب قرار دارد، و براساس سرشماری مرکز آمار ایران در سال ۱۳۹۱، جمعیت آن ۲۱۰۰ نفر (۱۵۰خانوار) بوده‌است.

## مردم
مردم روستای افسرآباد اغلب از طایفه گندلی می‌باشند.